# François Pycke
Pour les articles homonymes, voir Pycke.
François ou Frans Pycke, né le 13 décembre 1890 à Gand, et mort dans la même ville le 28 novembre 1970, est un peintre, un sculpteur et un graveur belge.

## Biographie

### Famille
François (Franciscus) Pycke, né le 13 février 1883, Zwaluwstraat à Gand, est le fils de Bernard Pycke (1847-1919), charpentier, et d'Emma Florentine Claes (1846), ouvrière de fabrique. François Pycke épouse à Gand le 20 octobre 1937 Marguerite (Margareta) Moreels (1898-1948).

### Formation
François Pycke étudie à l'Académie royale des beaux-arts de Gand, où il est l'élève du peintre Jean Delvin. Il se forme, de 1913 à 1914, auprès du sculpteur George Minne. Il est lauréat du prix Godecharle en peinture en 1914, grâce à sa toile L'Enlèvement des Sabines, mais en raison de la Première Guerre mondiale, il ne reçoit la bourse de voyage assortie au concours qu'en avril 1919. Ce prix de 12000 francs lui permet de voyager durant trois ans en Europe (Pays-Bas, France, Italie, Sicile) et en Afrique du Nord (Algérie, Tunisie et Maroc).

### Carrière
Au Salon de Bruxelles de 1914, il présente Jeune fille au chien et Centaures chassés par Hercule. 
Après son long voyage de trois ans, il revient en Belgique en 1922 et expose au Cercle artistique et littéraire de Gand (1923) et à la Galerie Dechenne à Bruxelles (1924). Absent des expositions belges depuis plus de quinze ans, François Pycke présente de nouveau ses œuvres (42 peintures, six sculptures et des gravures) à la galerie Vyncke-Van Eyck en 1942 à Gand, puis en mars 1952 à la galerie Pan dans la même ville et, enfin, en mai de la même année à la Ligue catholique de la ville d'Ostende. 
François Pycke meurt, à l'âge de 79 ans, le 28 novembre 1970 à Gand.

## Œuvre

### Caractéristiques
Le champ pictural varié de François Pycke couvre les portraits, les figures, les nus, les paysages et les natures mortes, souvent étoffées de fleurs.
De manière générale, en peinture, son sens audacieux, voire violent, de la couleur le rapproche du fauvisme. Il traduit ses impressions de voyages en les baignant d'une lumière puissante, relevant de l'orientalisme, comme en témoignent Marchand d'herbes à Marrakech (1924), Femme voilée, Musicienne des rues et Rêverie au bord de l'eau. Ses fleurs (Lilas) et ses figures sont de grande valeur.
En tant que sculpteur, il veut refléter son tempérament, et bien qu'il ait moins réussi dans ce domaine, les six sculptures présentes à l'exposition de 1942 captivent l'attention. Son autoportrait demeure un document précieux pour l'histoire de l'art locale. Quant à ses gravures, représentant des vues urbaines, des ouvriers ou des intérieurs, elles témoignent d'un art de qualité.

### Collection muséale
- Musée des Beaux-Arts de Gand[6] :
  - Centaures (1921), huile sur toile, inventaire no 2005-AZ, format 208 × 255,6 cm ;
  - Vieil homme assis (1912), dessin au crayon, inventaire no 1986-Q, format 34,2 × 42,7 cm.